# 無鰭蛇鰻
無鰭蛇鰻，又稱強生鬚盲蛇鰻，為輻鰭魚綱鰻鱺目糯鰻亞目蛇鰻科的其中一種，分布於中西太平洋馬紹爾群島 Rongerik環礁海域，體長可達40公分，棲息於珊瑚礁區，屬肉食性，生活習性不明。

## 擴展閱讀
維基物種上的相關：無鰭蛇鰻